# Socollada
En náutica, se llama socollada al fuerte estrechón o estrepada, que recibe un cabo o un aparejo, que en los continuos movimientos del buque se afloja y se estira bruscamente.

## Expresiones relacionadas
- Socollada de mar: sacudida violenta que experimenta un buque por un gran golpe de mar al caer de golpe la proa sobre esta en la cabezada después de haberse elevado mucho en la arfada, ya estando al ancla o ya a la vela.
- Dar socollada: se dice de los cabos y aparejos que sufren a menudo o con repetición la estrepada de este nombre.